# Perzische miniatuur

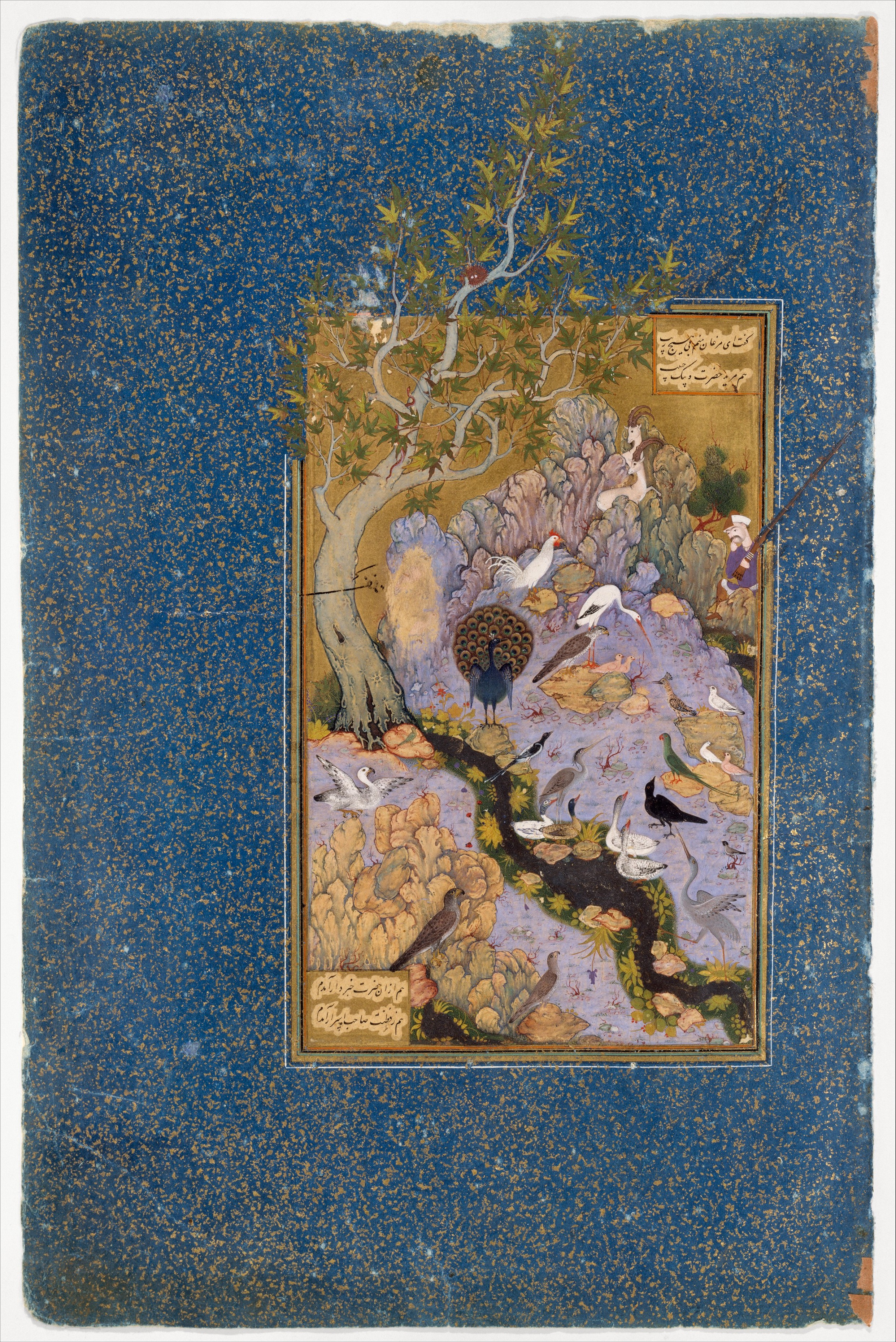
Attar, De samenspraak van de vogels, ca. 1690.

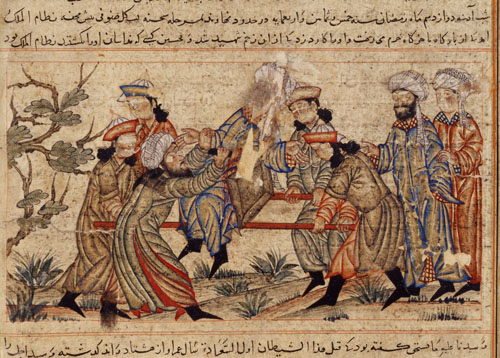
De moord op Nizam al-Moelk. Illustratie uit de Jami' al-tawarikh van de Perzische historicus Rashid al-Din

Een Perzische miniatuur is een klein schilderij afkomstig uit Perzië (Iran)
Perzische miniaturen werden als afzonderlijke kunstwerken gemaakt maar dienden ook als illustraties in boeken.
Een manuscript dat een grote bijdrage aan de ontwikkeling van de vroege Perzische miniaturen heeft gegeven is de Jami' al-tawarikh van de Perzische historicus Rashid al-Din.
De bekendste schilder van miniaturen was Reza Abbasi uit de zeventiende eeuw. Een andere bekende schilder was Kamāl ud-Dīn Behzād (ca. 1450 – ca. 1535).
Stuart Cary Welch schrijft in het boek Perzische Miniaturen: "De Perzische schilderkunst is uniek door de zuiverheid en de gloed van haar koloriet en leerlingen moesten daarom ook de eigenschappen van iedere tint leren ontdekken, zowel op zichzelf als in verbinding met de overige; op Perzische miniaturen vormt het koloriet niet alleen een visueel 'akkoord' als bij een groep klanken in de muziek, maar heeft het ook kleur voor kleur afzonderlijk de beschouwer iets te zeggen."
In 1975 schreef Aminollah Hossein het ballet "Miniatures Persanes" geïnspireerd door motieven van Perzische miniaturen.